# (22919) Shuwan
(22919) Shuwan est un astéroïde de la ceinture principale d'astéroïdes.

## Description
(22919) Shuwan est un astéroïde de la ceinture principale d'astéroïdes. Il fut découvert le 2 octobre 1999 à Socorro (Nouveau-Mexique) par le projet LINEAR. Il présente une orbite caractérisée par un demi-grand axe de 2,43 UA, une excentricité de 0,10 et une inclinaison de 7,2° par rapport à l'écliptique.

## Compléments